# サラ・デル・レイ
サラ・デル・レイ（Sara Del Rey）こと本名サラ・アマート（Sara Amato、1980年11月13日 - ）は、アメリカ合衆国の元女子プロレスラー。WWEのコーチ。カリフォルニア州マーティネズ出身。
現役時代はいわゆるディーヴァとは異なる高い技術を生かしたスタイルでROH、SHIMMER、CHIKARAといったインディ団体で活動した。初代SHIMMER王者。後のASUKAやサミ・ゼイン、エディ・キングストン、豊田真奈美やアジャ・コングらとも対戦経験があり、2000年代の米国インディシーンで最も活躍した女子レスラーの一人である。
自身で試合をするよりも学ぶことや人に教えることが好きだったというアマートは、2012年に現役を引退し、31歳でWWEの育成ブランドNXTのコーチに就任。WWEの育成システム史上初の女性コーチとなった。以降は主にNXTの女子レスラーの指導を行っている。
WWEが脱ディーヴァ路線を進めた時期に、シャーロット・フレアー、ベッキー・リンチ、サーシャ・バンクスら後のスター選手の育成に携わった。彼女の教え子で後に団体の最高峰王座を獲得した選手には、ビアンカ・ブレアやアレクサ・ブリスといった入団時までプロレス経験がゼロであった選手も含まれ、その実績から現代の女子プロレス界で最も重要な人物の一人ともいわれる。

## レスラーとして
カリフォルニアのレスリング・スクールでトレーニングを開始するが、そこで割り当てられたトレーナーがブライアン・ダニエルソンであった。彼女の熱心さに感心したダニエルソンは1対1で指導するようになり、様々なレスリングスタイルを学ばせるために自身が持つバトラーツやキャッチレスリングのVHSテープを見せたという。
2001年にオール・プロレスリングでサラ・デル・レイとしてデビュー。同世代のメリッサはライバルであり同時期に台頭した。当時米国インディには女子部門を持つ団体は少なく、男子レスラーと戦うミックスマッチに出場し経験を積んでいく。
憧れとも語る日本の女子プロレスを学ぶため来日し、アルシオンのトライアウトを受けるも、解散してメジャー女子プロレスAtoZに変わった為2003年8月にそのAtoZにルフィストとともに来日。しかし、我がままであったルフィストが団体から帰国を通告されたため、日本での活躍を目指していたサラ・デル・レイも巻き添えになり早期帰国を余儀なくされた。
その後はサンフランシスコのプロレスリング・アイアンに所属し経験を積んでいたが、どうしても日本スタイルを学びたい彼女は新日本プロレスのロス道場の屋根裏部屋に住み込みながら修行をするようになる。その熱心さをサムライTVでたまたま目にしたロッシー小川らは彼女に再びオファーを出し、2005年3月に再来日。約5ヶ月ほど道場に住み込みつつ、AtoZや全日本女子プロレスに参戦した。"恥ずかしがり屋"だが、とにかく練習好きで朝から晩までトレーニングに没頭していた彼女の様子を小川は後に振り返っている。
帰国直後の2005年11月にはついに米国にも本格的な女子団体であるSHIMMERが旗揚げされる。SHIMMERは当時のWWEのディーヴァ路線とは異なる、技術のある女子プロレスラーの活躍の場を作るために設立された団体であり、初代王者として最初の48大会に参戦した。2006年よりCHIKARA、ROH、さらに2009年よりJAPWにも参戦。
メキシコでも覆面を被り「アメリカン・エンジェル」を名乗って活動していた。
2011年、6年ぶりの来日を果たしREINA女子プロレスに参戦。ミア・イムと組んでREINA世界タッグ王座決定トーナメントに出場した。9月25日に堀田祐美子と8年ぶりに一騎討ちを行うが敗戦。

## コーチとして
2012年7月に現役を引退して、31歳の若さでWWE傘下の育成ブランドNXTのコーチに就任する。WWEの育成システム史上初の女性コーチであり、以降女子選手らの指導にあたっている。
2015年5月にはアシスタントコーチからアシスタントヘッドコーチに昇格したと発表された。

## その他
- WWEパフォーマンスセンターにてNXT時代のシャーロット・フレアー、ベッキー・リンチ、サーシャ・バンクスらを教えており、2018年にWWEで初の女性のみの特番が開催された際には、2010年代後半のWWEでの女子レスラーの地位向上(いわゆる女子革命)におけるアマートの貢献が強調されている。
- 例えばバンクスは、2012年のNXT加入直後はコーチらから"ディーヴァらしく"、髪を引っ張ったり、キャットファイトをするようにと指示されたというが、アマートのコーチ就任以降はそういったことは無くなり、レスリング技術を生かした試合が許されるようになったと話している[19]。
- 現役時代のアマートは本格的なテクニカルレスラーであったが、選手育成に関して何より大切なのは｢自分らしくすること｣であるという。本人がもしセクシーさを強調したいと思うのならそれは否定しないといい、むしろWWEパフォーマンスセンターに集まる多様な人材らを育成する楽しさを2014年のインタビューでは強調している[20]。
- 2023年5月のNXTの特番前の記者会見にてNXT責任者のショーン・マイケルズはアマートについて、裏方に徹して目立つのを好まないが、"NXT最大の秘密兵器"であり、女子選手の育成に非常に大きな役割を果たしていると感謝を述べた[21]。
- PWInsiderのマイク・ジョンソンは、サラ・アマートと契約したことは近年のWWE史において最も重要な決断の一つだったとしている[22]。
- 誇りに思う教え子として、アレクサ・ブリスとカーメラを挙げており、プロレス経験の無かった二人が｢ゼロから女子部門のトップまで｣努力して駆け上がったことを称えている[23]。
- 一方のアレクサ・ブリスはデビュー4年で最高王座を獲得した際のインタビューで、自身の上達に最も影響を与えた人物として、3年半指導を受けたアマートの名前を挙げている[24]。
- アマートのトレーナーであったブライアン・ダニエルソンは、｢彼女は世界各国のプロレススタイルを学ぶために、日本の道場で9ヶ月寝泊まりし、メキシコでは女性が住むのは危険のような場所で修行したんだ。｣と、彼女の学びへの貪欲さを振り返っている[25]。
- また彼女が参戦したSHIMMERの創設者であるデイブ・プラザックは、サラ・デル・レイこそがアメリカ史上最高の女子プロレスラーだと絶賛している[26]。
- 憧れの選手にアジャ・コングを挙げており、対戦して勝利した経験もある[2][27]。

## 得意技

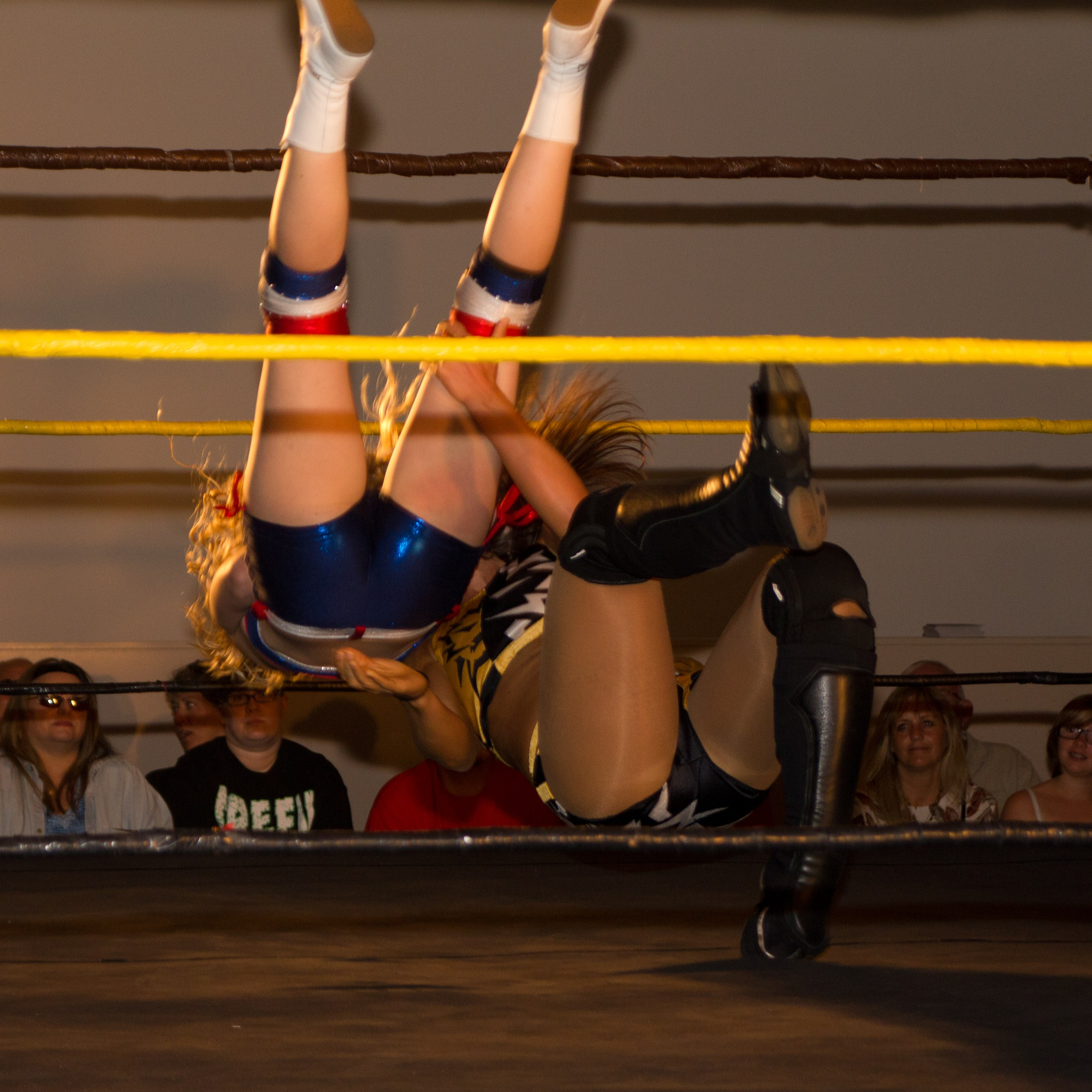
バックドロップ

### フィニッシュ・ホールド

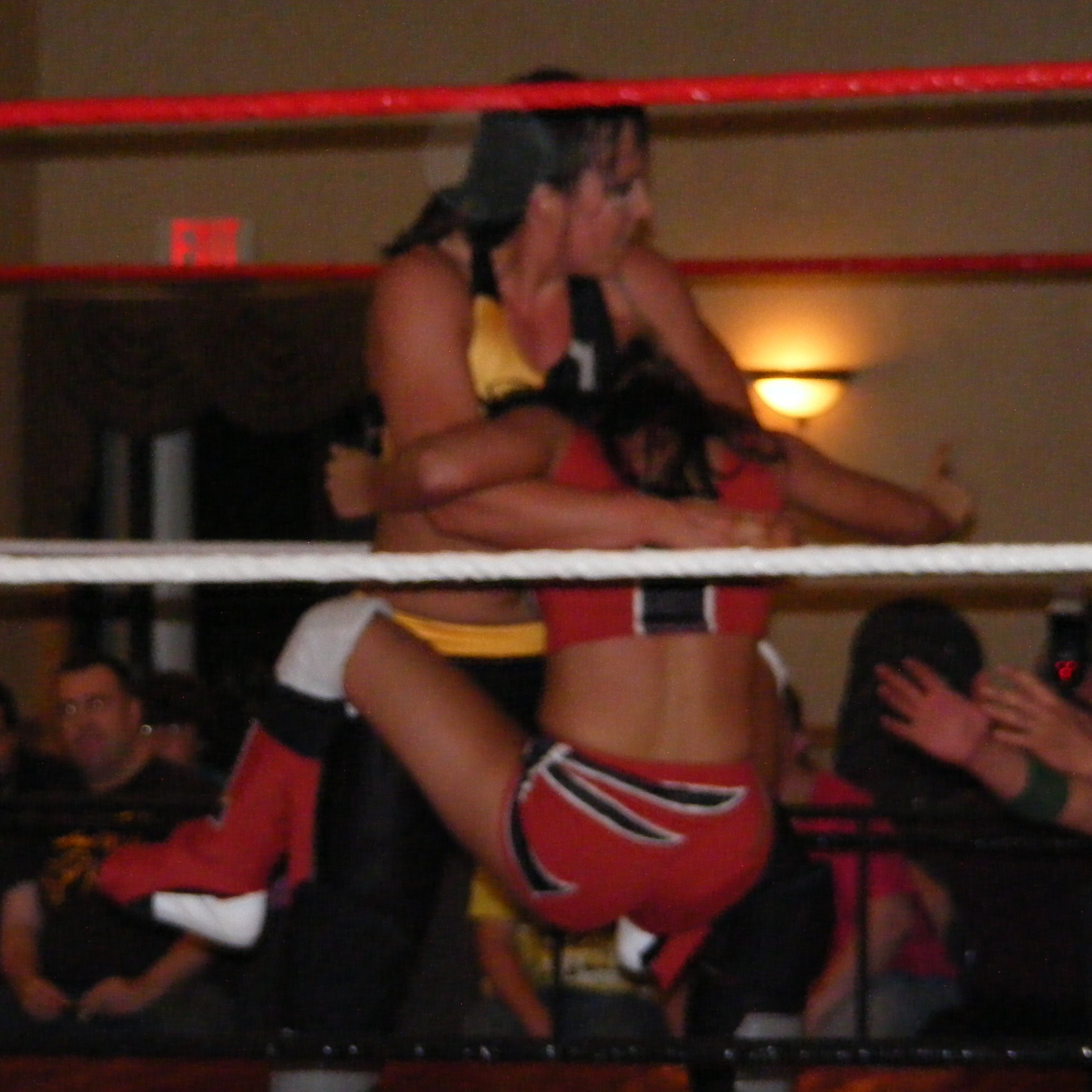
ロイヤル・バタフライ
ダブルアーム・スープレックスからスタンディング式バタフライロックで相手をタップを奪う技。
ラーベル・ロック
オモプラッタとフェイスロックの複合技。
相手の右腕を柔術テクニックでオモプラッタの体勢でうつ伏せにした相手の右腕を両脚で挟み込み、相手の顔面を両手で締め上げてフェイスロックで極めて相手の上半身を反り上げる事で相手の首、肩にダメージを与える変型クロスフェイス。

### 投げ技
ダブルアーム・スープレックス
タイガースープレックス
バックドロップ
抱えあげ式バックドロップを使用。
パワーボム
ジャーマン・スープレックス・ホールド
パイル・ドライバー

## 獲得タイトル
- IZW女子王座
- CWR女子王座
- JAPW女子王座
- OCW女子王座
- 統一世界混合タッグ王座（w/クリス・ヒーロー）
- SHIMMER王座
- SHIMMERタッグ王座（w/コートニー・ラッシュ）